# Protophormia terraenovae
Protophormia terraenovae är en tvåvingeart som först beskrevs av Robineau-desvoidy 1830.  Protophormia terraenovae ingår i släktet Protophormia och familjen spyflugor. Arten är reproducerande i Sverige. Inga underarter finns listade i Catalogue of Life.

## Bildgalleri

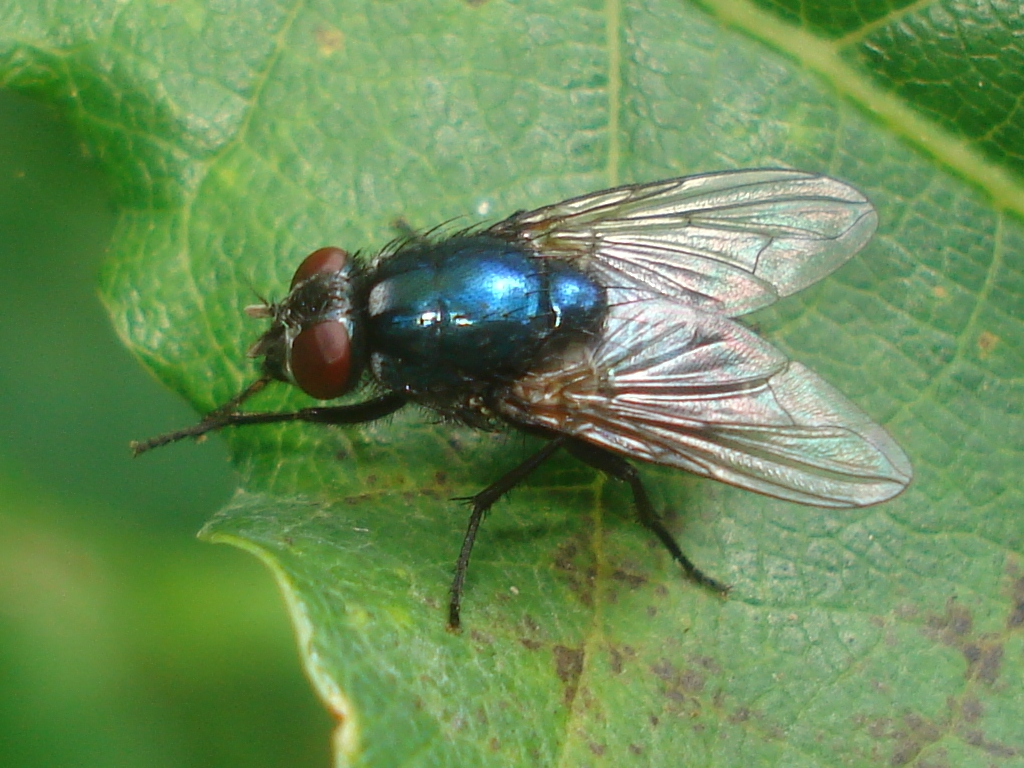
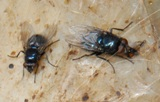
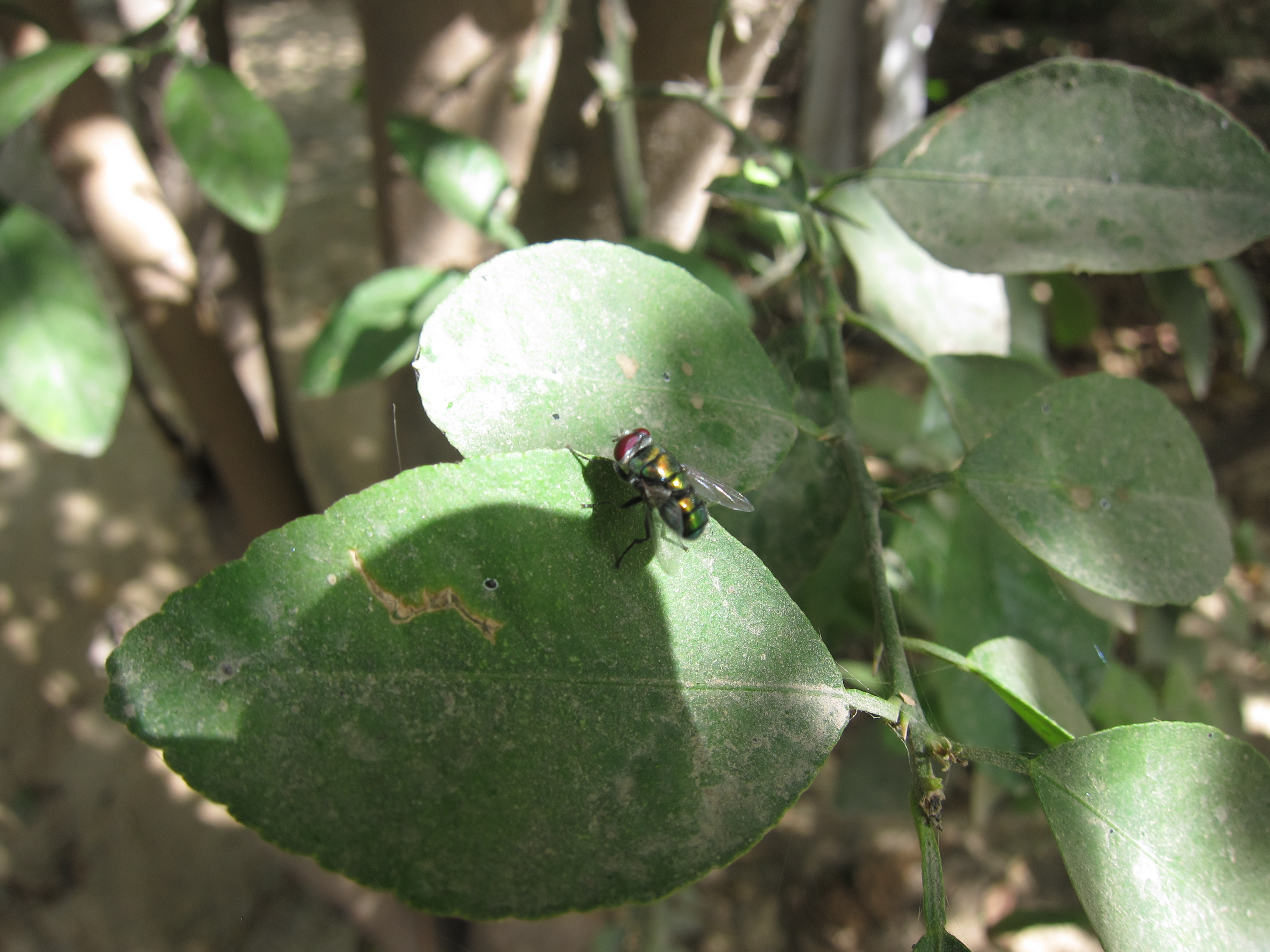